# Sermyla transversa
Sermyla transversa är en fjärilsart som beskrevs av Walker 1854. Sermyla transversa ingår i släktet Sermyla och familjen björnspinnare. Inga underarter finns listade i Catalogue of Life.